# Провинциален парламент
Провинциален парламент (на немски: Landesparlament, от Land – на немски: „държава“, „страна“, „земя“, което в българския официален жаргон се превежда традиционно погрешно като провинция, и от Parlament – т.е. парламент; в пряк превод от немски се получава: парламент на страна) е събирателен термин за парламентите на федералните провинции на Федерална република Германия. В основния закон на Германия (чл. 28, чл. 54, ал. 3) парламентите на германските страни (провинции) биват обозначени като „народни представителства на страните“.
16 германски страни са обединени в общ съюз (федерация). На чело на съюза (федерацията) стои съюзен (федерален) парламент, наречен Бундестаг – от немски: Bund – „съюз“ и Tag – „събрание“ – т.е. съюзническо събрание. Федерална република Германия означава т.е. съюзна република на (16) германски страни. Като паралелен пример за друг съюзен парламент от типа на Бундестага може да се разгледа парламента на Европейския съюз, състоящ се от народни представители на различни европейски страни обединени в един съюз.
В големите по площ германски страни (провинции), парламентите се наричат Ландтаг (на немски: Landtag – от Land: „страна“ и Tag: „събрание“). Съставът на парламентите на страните се определя чрез избори за местен парламент в съответната страна, легислативният период е пет години (в града-държава Бремен той трае само четири години). В градовете-държави (т.е. градове имащи статус на провинция, със съответно собствена конституция, законодателна, съдебна и изпълнителна власт) – това са Берлин, Хамбург и Бремен – се използват други наименования за парламентите; вместо „събрание на страната“ (Landtag) се използват следните:
- Камара на представителите в Берлин (на немски: Abgeordnetenhaus) и
- Гражданство (на немски: Bürgerschaft, от Bürger – „гражданин“; гражданството е термин, използван в средновековието за обозначение на жителите на Хамбург от мъжки пол имащи гражданство) в Бремен и Хамбург.

## Йерархия и задачи
Конституционно погледнато, Федерална република Германия представлява съюз (федерация) на германски страни, на когото те са прехвърлили доброволно определени правомощия и са отдали част от суверенитета си. Следователно парламентите на страните са израз на германския федерализъм и пазят традицията на регионална законодателна компетентност. Парламентът на една страна (провинция) обаче няма право да се намесва в законодателството на съюза (федерацията).
Основните задачи на един провинциален парламент са контролът над провинциалното правителство (правителството на отделната страна), приемането на провинциални закони, както и разчета и одобряването на бюджета на провинцията (страната).

### Текущо разпределение на местата в германските провинциални парламенти
|  | Баден-Вюртемберг |

|  | Свободна държава Бавария |

|  | Берлин |

|  | Бранденбург |

|  | Свободен ханзеатски град Бремен |

|  | Свободен и ханзеатски град Хамбург |

|  | Хесен |

|  | Мекленбург-Предна Померания |

|  | Долна Саксония |

|  | Северен Рейн-Вестфалия |

|  | Рейнланд-Пфалц |

|  | Заарланд |

|  | Свободна държава Саксония |

|  | Саксония-Анхалт |

|  | Шлезвиг-Холщайн |

|  | Свободна държава Тюрингия |

### Пропорция на жените
Следният списък показва съотношението на женските провинциални депутати в отделните провинциалните парламенти:
|  | Баден-Вюртемберг |

|  | Свободна държава Бавария |

|  | Берлин |

|  | Бранденбург |

|  | Свободен ханзейски град Бремен |

|  | Свободен и ханзейски град Хамбург |

|  | Хесен |

|  | Мекленбург-Предна Померания |

|  | Долна Саксония |

|  | Северен Рейн-Вестфалия |

|  | Рейнланд-Пфалц |

|  | Заарланд |

|  | Свободна държава Саксония |

|  | Саксония-Анхалт |

|  | Шлезвиг-Холщайн |

|  | Свободна държава Тюрингия |

## История
1. През Средновековието ландтазите са органи за представителство на съсловията в германските държави, възникнали през XIII век.
2. Местни органи на властта, формирани в отделни германски княжества през XVI-XVII век. В началото на XIX век ландтазите се трансформират в представителни събрания на съсловията, отговарящи за местните въпроси.
3. Представителният орган на Северногерманския съюз (преди формирането на Германската империя през 1871 г.).
4. В нацистка Германия ландтазите са били унищожени. Във ФРГ – те са най-висшите представителни органи на провинциите. През 1949 – 1952 г. и през 1990 г. – парламентите на провинциите на ГДР[30], включващи от 90 до 120 депутата, са били избирани според партийни листи за период от 4 години.
5. Името на представителните органи в редица немскоезични държави – освен в Германия, например също така и в Австрия, княжество Лихтенщайн, и в немскоезичната провинция Южен Тирол (спадаща към Италия).